# Dutch Open 2011
Die Dutch Open 2011 im Badminton fanden vom 19. bis 24. Oktober 2011 im Topsportcentrum Almere in Almere statt. Das Gesamtpreisgeld belief sich auf 50.000 US-Dollar.

## Sieger und Platzierte
| Disziplin    | Gold                                              | Silber                                  | Bronze                                  |
| ------------ | ------------------------------------------------- | --------------------------------------- | --------------------------------------- |
| Herreneinzel | Hsueh Hsuan-yi                                    | Chou Tien-chen                          | Rasmus Fladberg                         |
| Herreneinzel | Hsueh Hsuan-yi                                    | Chou Tien-chen                          | Eric Pang                               |
| Dameneinzel  | Yao Jie                                           | P. V. Sindhu                            | Porntip Buranaprasertsuk                |
| Dameneinzel  | Yao Jie                                           | P. V. Sindhu                            | Karina Jørgensen                        |
| Herrendoppel | Adam Cwalina Michał Łogosz                        | Ingo Kindervater Johannes Schöttler     | Ruud Bosch Koen Ridder                  |
| Herrendoppel | Adam Cwalina Michał Łogosz                        | Ingo Kindervater Johannes Schöttler     | Christian Skovgaard Mads Pieler Kolding |
| Damendoppel  | Duanganong Aroonkesorn Kunchala Voravichitchaikul | Shinta Mulia Sari Yao Lei               | Lotte Jonathans Paulien van Dooremalen  |
| Damendoppel  | Duanganong Aroonkesorn Kunchala Voravichitchaikul | Shinta Mulia Sari Yao Lei               | Sandra Marinello Birgit Michels         |
| Mixed        | Songphon Anugritayawon Kunchala Voravichitchaikul | Sudket Prapakamol Saralee Thungthongkam | Michael Fuchs Birgit Michels            |
| Mixed        | Songphon Anugritayawon Kunchala Voravichitchaikul | Sudket Prapakamol Saralee Thungthongkam | Peter Käsbauer Johanna Goliszewski      |

## Finalergebnisse
| Disziplin    | Sieger                                            | Finalist                                | Ergebnis            |
| ------------ | ------------------------------------------------- | --------------------------------------- | ------------------- |
| Herreneinzel | Hsueh Hsuan-yi                                    | Chou Tien-chen                          | 18–21, 21–15, 21–16 |
| Dameneinzel  | Yao Jie                                           | P. V. Sindhu                            | 21–16, 21–17        |
| Herrendoppel | Adam Cwalina Michał Łogosz                        | Ingo Kindervater Johannes Schöttler     | 21–19, 19–21, 21–14 |
| Damendoppel  | Duanganong Aroonkesorn Kunchala Voravichitchaikul | Shinta Mulia Sari Yao Lei               | 21–10, 21–16        |
| Mixed        | Songphon Anugritayawon Kunchala Voravichitchaikul | Sudket Prapakamol Saralee Thungthongkam | 21–17, 24–22        |